# Fluorescences
Fluorescences est un maxi du groupe anglais Stereolab, sorti en novembre 1996.

## Liste des titres
1. Fluorescences
2. Pinball
3. You Used to Call Me Sadness
4. Soop Groove #1